# Jamie Noble
Pour les articles homonymes, voir James Howard, Howard, Gibson et James Gibson.
James Howard Gibson, né le 23 décembre 1976 à Hanover, en Virginie-Occidentale, plus connu sous le nom de Jamie Noble, est un catcheur (lutteur professionnel) américain employé par la World Wrestling Entertainment en tant que producteur. 
Il entre au WCW Power Plant, l'école de catch de la World Championship Wrestling (WCW), avant de commencer sa carrière sous le nom de Jamie Howard dans cette fédération en 1999. Il change de nom de ring pour celui de Jamie-San et y fait équipe avec Jimmy Yang et Kaz Hayashi avec qui il forme les Jung Dragons entre 2000 et 2001. 
Il rejoint la World Wrestling Federation / Entertainment (WWF puis WWE à partir de 2002) en 2001 sous le nom de Jamie Noble et y devient champion des poids mi-lourds de la WWE. Il quitte la WWE en 2004 pour lutter sur le circuit indépendant et fait quelques combats à la New Japan Pro-Wrestling ainsi qu'à la Ring of Honor (ROH) où il devient champion du monde de la ROH. Il retourne à la WWE en décembre 2005 avant d'annoncer sa retraite en novembre 2009. Il continue cependant de lutter ponctuellement.

## Carrière

### World Championship Wrestling (1999-2001)
Gibson s'entraîne au WCW Power Plant, l'école de catch de la World Championship Wrestling (WCW), auprès de Dean Malenko notamment. 
Il commence à être mis en valeur au début des années 2000 sous le nom de Jamie-San et porte un masque. Il est un des membres du clan Jung Dragons avec James Yun et Kaz Hayashi en mars 2000. Ils deviennent les rivaux de 3 Count, un autre clan de la WCW composé aussi de catcheur de la catégorie des poids lourd-légers. Les deux factions s'affrontent à plusieurs reprises. L'un des combats les plus marquants de cette rivalité est le match de l'échelle le 13 août au cours de New Blood Rising qui se conclut sur la victoire de 3 Count.Le 1er novembre, il se fait exclure du clan et démasquer après leur défaite face à 3 Count.

### World Wrestling Entertainment (2002 - 2004)
Gibson signe plus tard avec la World Wrestling Entertainment sous le nom de Jamie Noble. Il fait ses débuts comme un heel le 6 juin 2002 lors de SmackDown! en attaquant The Hurricane et est rejoint par Nidia par la suite. Il remporte le championnat des poids lourds-légers et entre en rivalité avec Tajiri et Billy Kidman. Noble obtient ensuite un héritage, ce qui rend lui et Nidia riches. Noble et Nidia deviennent face par amitié avec Torrie Wilson et Billy Gunn. Nidia quitte finalement Noble après qu'elle eut été aveuglée par Tajiri. Il redevient heel à nouveau en faisant des choses qu'il pensait que Nidia ne pouvait pas voir (surtout son utilisation comme bouclier humain) et ment à son sujet. Pendant ce temps, il rivalise avec Rey Mysterio pour la ceinture des poids lourds-légers. Les deux s'affrontent pour le championnat au Royal Rumble de 2004 mais Noble perd. Un Boyfriend vs Girlfriend Blindfold match était alors prévu entre Noble et Nidia pour No Way Out. Noble gagne en trichant pour voir où était Nidia. 
Il quitte la WWE le 15 septembre 2004, lorsqu'il est contrôlé positif aux tests antidopage après une prise de sang à la suite d'une infection staphylococcique. La WWE suggéra un communiqué contractuelle (qui déçut Gibson) de revenir dès qu'il le voudrait.[Quoi ?]

### Circuit indépendant (2004)
Après son infection staphylococcique, il commence à lutter dans des promotions du monde entier, y compris la New Japan Pro-Wrestling, Heartland Wrestling Association, Pro Wrestling Guerrilla, AZW Hawaii, Ring of Honor, Powerslam Pro Wrestling Championship Wrestling et italien, comme James Gibson. Le 28 juin 2005, il est confirmé qu'il serait de retour à la World Wrestling Entertainment, après un an d'absence. Avant de retourner à la WWE, il devient le champion du monde de la ROH, il perd le titre face à Bryan Danielson le 17 septembre 2005.

### Retour à la World Wrestling Entertainment (2005-...)

#### Smackdown (2008)
Jamie Noble se qualifie pour le Royal Rumble de 2008 en battant Chuck Palumbo une nouvelle fois mais perd contre lui lors du pay-per-view. À Wrestlemania XXIV, il se fait éliminer par Palumbo dans la bataille royale à 24 pour affronter le champion de la ECW, Chavo Guerrero, dont Kane gagne les deux matchs.
Le 25 juin, Jamie Noble se fait drafter à Raw lors du draft supplémentaire.

#### Rawet ECW (2008-2009)
Il quitte RAW en février 2009 pour rejoindre la ECW où il perd contre le Boogeyman pour son premier match. La semaine suivante, il perd encore face à Sheamus, Jamie Noble se fait extraire de l'arène dans une civière. À la suite de ce match, il décide de mettre un terme à sa carrière. Ceci n'était qu'une storyline car la fin de son contrat avait lieu à ce moment-là. Il est toujours sous contrat avec la WWE, en tant qu'agent road (il travaille sur les tournées mondiales) et entraineur à la FCW.

#### Apparitions diverses (2012-2014)
Lors d'un house show à Yakima, dans l’État de Washington, Jamie Noble fait une petite apparition en se battant avec Daniel Bryan. Lors du 20e anniversaire de Raw, il sépare CM Punk et The Rock. Lors du SmackDown du 15 mars, il sépare les Garcia Twins et Cameron et Naomi. Le 7 octobre, il vient aider les arbitres à séparer Daniel Bryan de Randy Orton.

## Palmarès
- Heartland Wrestling Association
  - 1 fois HWA Cruiserweight Championship en 2002[10],[11]

- Independent Professional Wrestling (Florida)
  - 1 fois IPW Light Heavyweight Championship en 2000[12]

- Pro Wrestling Illustrated
  - Classé 42e au classement des 500 meilleurs catcheurs en 2002[13]

- Ring of Honor
  - 1 fois ROH World Championship en 2005[14]

- World Wrestling Entertainment
  - 1 fois WWE Cruiserweight Championship en 2002[10],[15]